# Kihelkonna
Pour la commune, voir Kihelkonna (commune).
Kihelkonna (en estonien : Kihelkonna alevik) est un petit bourg (alevik) rural de la commune de Saaremaa, situé dans le comté de Saare en Estonie. Jusqu'en 2017, c'était le centre administratif de la commune de Kihelkonna.
Au 31 décembre 2011, il compte 340 habitants.

## Galerie

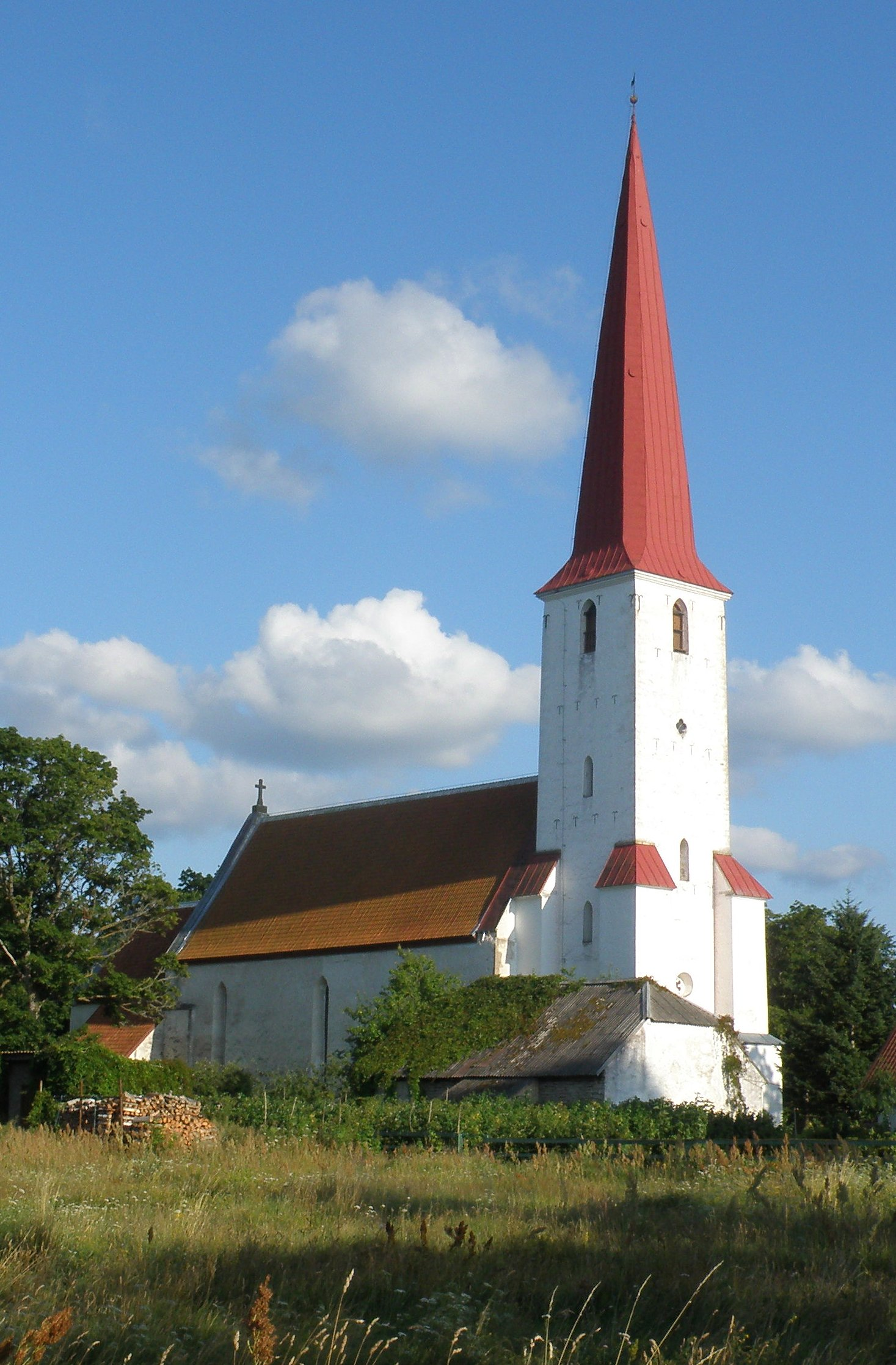
L'église Saint-Michel.
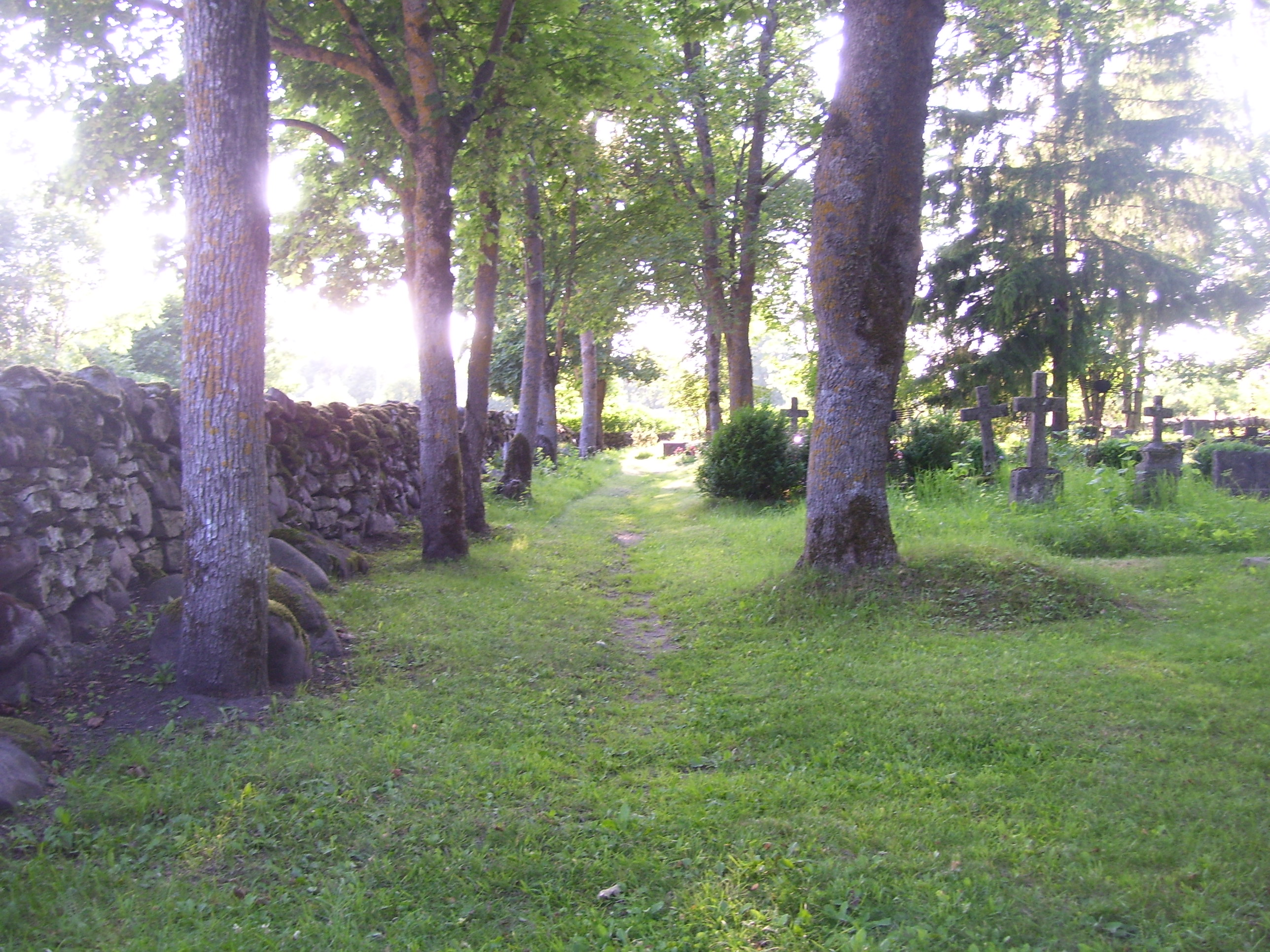
Le cimetière.
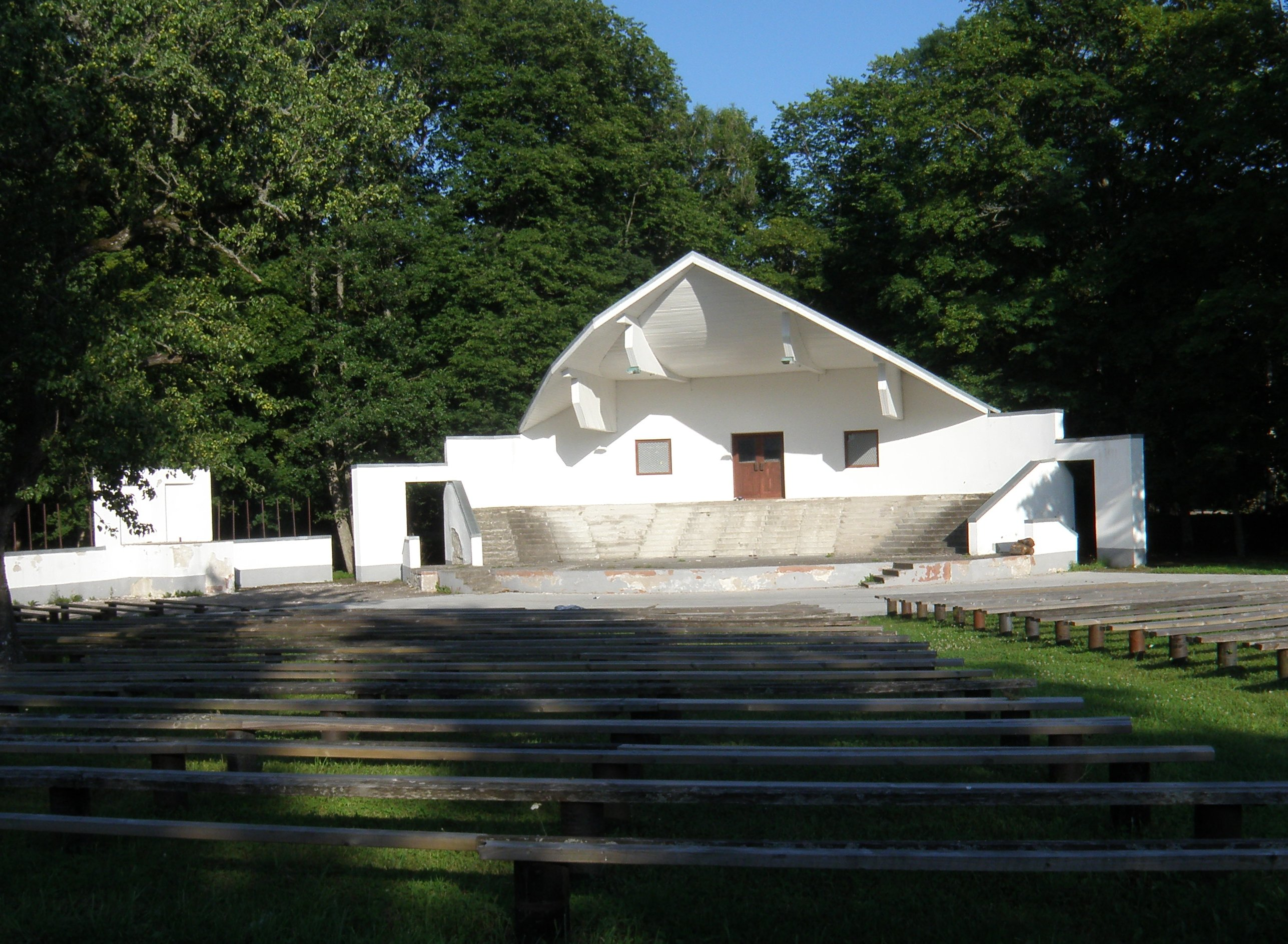
Scène municipale.
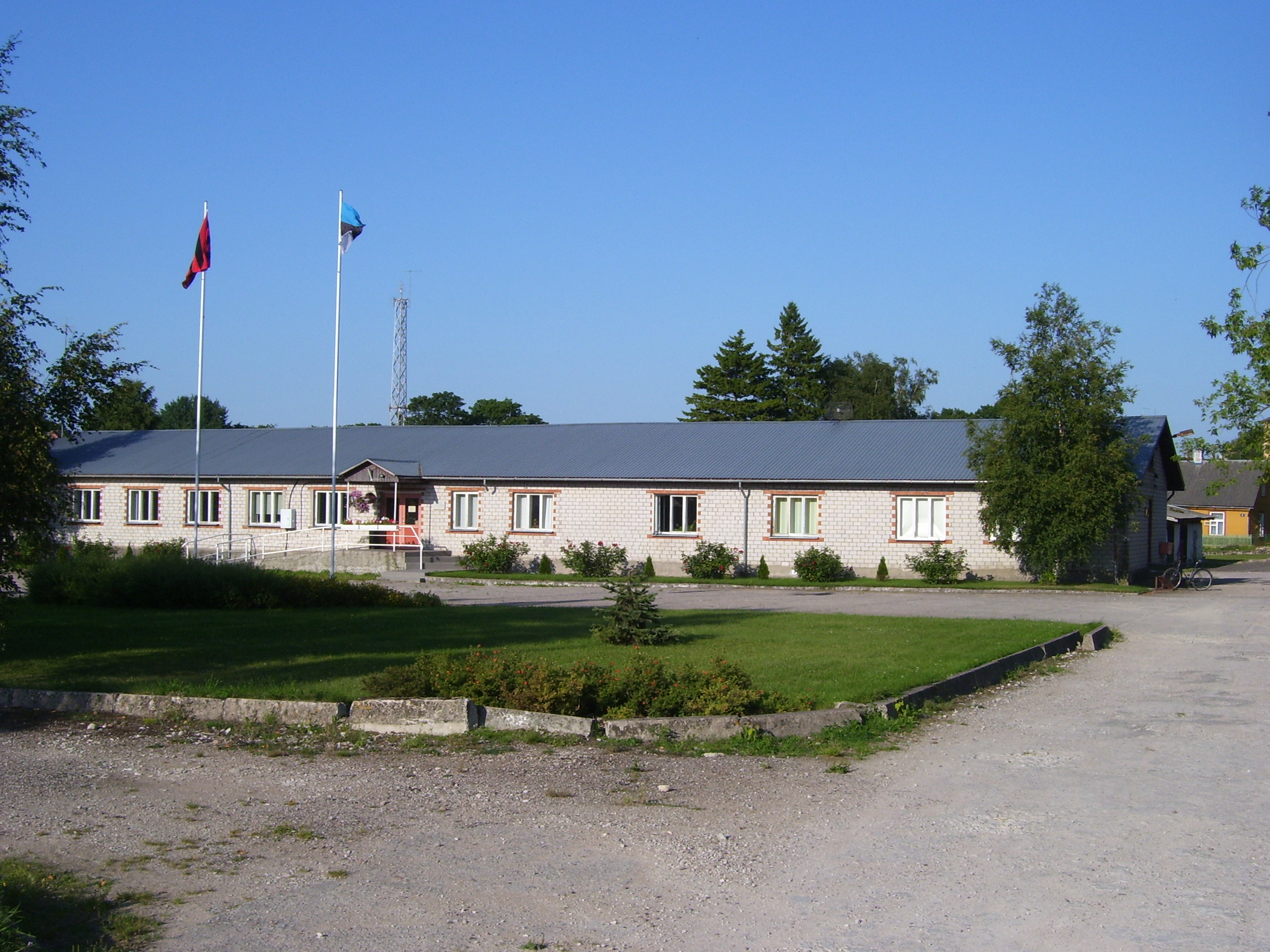
mairie.
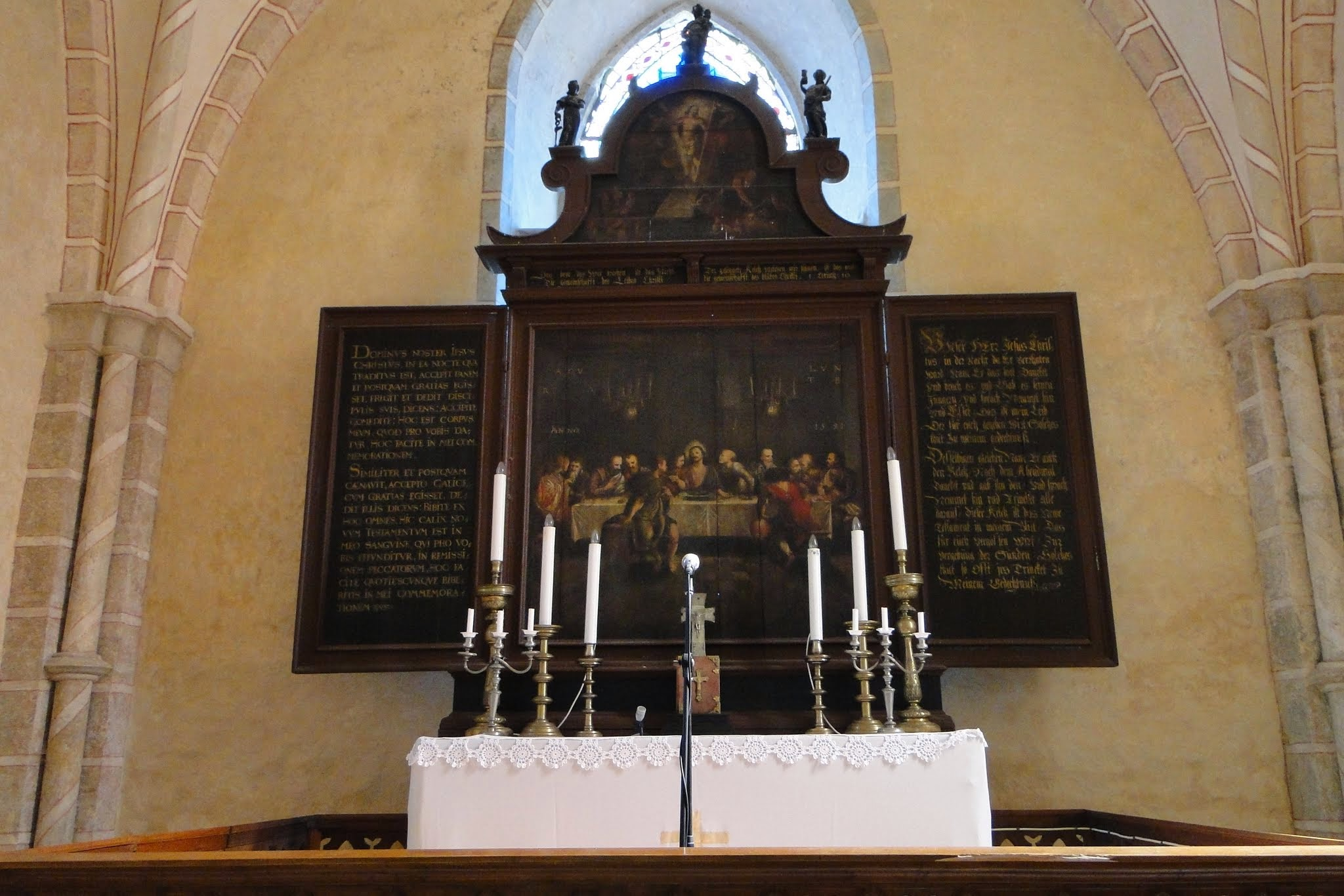
Autel de l'église Saint-Michel.
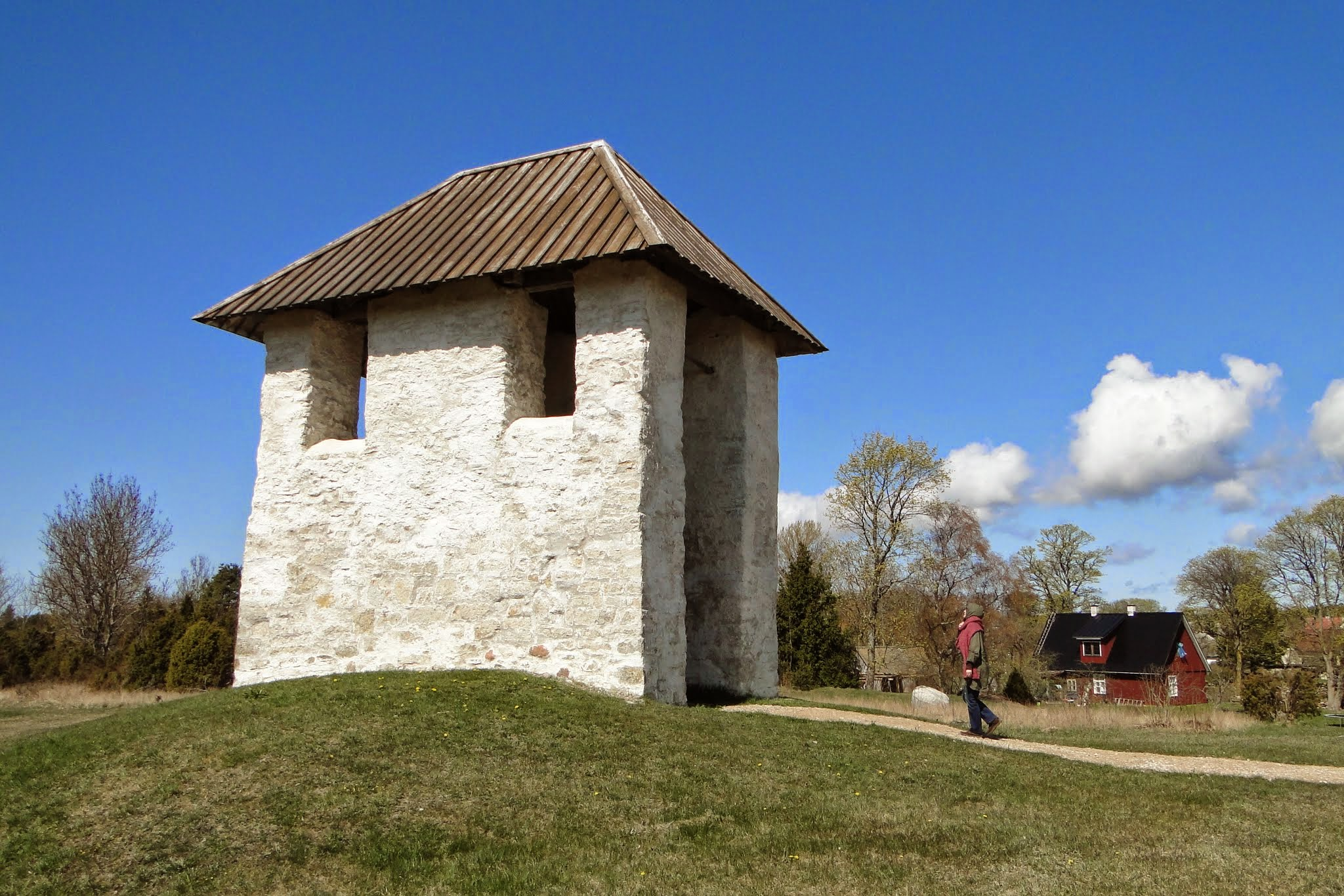
Vieux clocher